# Matías Cuffa
Matías Claudio Cuffa (Alta Gracia, 10 marzo 1981) è un allenatore di calcio ed ex calciatore argentino, di ruolo centrocampista.

## Carriera

### Giocatore
La carriera di Cuffa inizia nel 2000 all'Instituto Córdoba dove resta fino al febbraio 2001, quando giunge in Italia al Monselice, che partecipava al torneo di Eccellenza. Dopo 2 partite, a causa del mancato ambientamento, ritorna in Argentina.
A fine agosto del 2001 torna in Italia, per giocare nel Castellaneta in sempre in Eccellenza.
Gioca poi per l'Isernia, collezionando 26 partite e segnando 3 gol. La stagione seguente passò alla Sangiovannese, dove gioca 6 partite, e durante la stessa stagione fu ceduto al Tivoli, giocando 12 partite e segnando un gol. Nel 2004 fu ceduto al Gela dove segnò 4 gol su 29 partite disputate.
Nel 2005 giocò 11 partite nel Pisa e nella stessa stagione giocò 4 partite in prestito al Foggia. Nel 2006 il ChievoVerona lo cede in presto prima alla Juve Stabia e poi al Catanzaro, dove gioca 26 partite e segna 4 gol. Nel 2007 Cuffa viene acquistato dal Portogruaro dove gioca per 60 partite e segna 9 gol.
Il 14 luglio 2009 il Portogruaro cede il giocatore al Padova, nell'ambito dell'operazione che ha portato Davide Bianchi a vestire la maglia granata.
Il 1º settembre 2012, dopo essere rimasto svincolato qualche mese, firma un nuovo contratto biennale con il Padova. Il 20 ottobre seguente subisce un infortunio nella gara in trasferta contro la Pro Vercelli; operato al ginocchio due giorni dopo, gli vengono stimati tempi di recupero di quattro/cinque mesi. Torna a calcare il campo il 13 marzo 2013 nella gara di recupero valevole per la diciassettesima giornata del Campionato Primavera contro il Brescia, giocando per 45 minuti.
Il 21 luglio 2014 dopo essere rimasto svincolato, si accasa al Matera in Lega Pro. Fa il suo esordio con la nuova maglia l'8 agosto 2014 in una vittoria per 3-1 contro la Vigor Lamezia in Coppa Italia Lega Pro, partita nel corso della quale realizza il gol del definitivo 3-1. Il 31 dicembre rescinde il contratto.
Il 21 gennaio 2015 dopo essere rimasto svincolato, si accasa al San Marino sempre in Lega Pro. Debutta con la squadra del titano il 25 gennaio nella sfida contro la Carrarese terminata 0-0.
Il 24 agosto 2015 firma un contratto con la Viterbese Castrense in Serie D., con la quale vince il campionato di Serie D girone G e la Coppa Italia dilettanti. Per la stagione 2016-2017 è riconfermato dalla squadra laziale dove contribuisce alla qualificazione dei gialloblù ai play-off che vengono subito eliminati dalla Casertana.
il 10 agosto 2017 si accasa al Rieti in Serie D dove con i laziali conquista la promozione in Serie C, vincendo il girone G della massima serie dilettantistica, con la maglia amaranto-celeste segna 8 reti collezionando 38 presenze.
Il 6 luglio 2018 viene ingaggiato dall'ambizioso Mantova, militante in Serie D. Con il club virgiliano sfiora la promozione in Serie C persa alla penultima giornata dopo un lungo testa a testa con il Como, e la finale di Coppa Italia di Serie D perdendo la semifinale con il Matelica e veste la casacca biancorossa in 33 occasioni (35 se si contano anche i play-off) e realizza 5 reti tra campionato e Coppa.

### Allenatore
Nel giugno 2019 decide di appendere le scarpette al chiodo e di intraprendere la carriera di allenatore della Juniores del Mantova e di collaboratore tecnico.
Il 28 gennaio 2020 diventa vice-allenatore della prima squadra, in collaborazione con Gianluca Garzon in sostituzione dell'esonerato Lucio Brando.
Per la stagione seguente viene nominato tecnico della formazione che partecipa al campionato Berretti del Mantova.

## Statistiche

### Presenze e reti nei club
| Stagione           | Squadra             | Campionato         | Campionato | Campionato | Coppe nazionali | Coppe nazionali | Coppe nazionali | Coppe continentali | Coppe continentali | Coppe continentali | Altre coppe | Altre coppe | Altre coppe | Totale | Totale |
| Stagione           | Squadra             | Camp               | Pres       | Reti       | Camp            | Pres            | Reti            | Camp               | Pres               | Reti               | Camp        | Pres        | Reti        | Pres   | Reti   |
| ------------------ | ------------------- | ------------------ | ---------- | ---------- | --------------- | --------------- | --------------- | ------------------ | ------------------ | ------------------ | ----------- | ----------- | ----------- | ------ | ------ |
| 2005-gen. 2006     | Pisa                | C1                 | 11         | 0          | CI+CI-C         | 2+4             | 0               | -                  | -                  | -                  | -           | -           | -           | 17     | 0      |
| gen.-giu. 2006     | Foggia              | C1                 | 4          | 0          | CI-C            | -               | -               | -                  | -                  | -                  | -           | -           | -           | 4      | 0      |
| 2006-2007          | Catanzaro           | C2                 | 26         | 4          | CI-C            | 3               | 0               | -                  | -                  | -                  | -           | -           | -           | 29     | 4      |
| 2007-2008          | Portogruaro         | C2                 | 31+4       | 2+1        | CI-C            | 3               | 0               | -                  | -                  | -                  | -           | -           | -           | 38     | 3      |
| 2008-2009          | Portogruaro         | 1D                 | 29         | 7          | CI+CI-LP        | 2+0             | 0               | -                  | -                  | -                  | -           | -           | -           | 31     | 7      |
| Totale Portogruaro | Totale Portogruaro  | Totale Portogruaro | 60+4       | 9+1        |                 | 5               | 0               |                    | -                  | -                  |             | -           | -           | 69     | 10     |
| 2009-2010          | Padova              | B                  | 34+2       | 6          | CI              | 1               | 0               | -                  | -                  | -                  | -           | -           | -           | 37     | 6      |
| 2010-2011          | Padova              | B                  | 35+4       | 3          | CI              | 1               | 0               | -                  | -                  | -                  | -           | -           | -           | 40     | 3      |
| 2011-2012          | Padova              | B                  | 29         | 4          | CI              | 1               | 0               | -                  | -                  | -                  | -           | -           | -           | 30     | 4      |
| 2012-2013          | Padova              | B                  | 15         | 2          | CI              | -               | -               | -                  | -                  | -                  | -           | -           | -           | 15     | 2      |
| 2013-2014          | Padova              | B                  | 31         | 3          | CI              | 2               | 0               | -                  | -                  | -                  | -           | -           | -           | 33     | 3      |
| Totale Padova      | Totale Padova       | Totale Padova      | 144+6      | 18         |                 | 5               | 0               |                    | -                  | -                  |             | -           | -           | 155    | 18     |
| lug.-dic. 2014     | Matera              | LP                 | 4          | 1          | CI-LP           | 4               | 1               | -                  | -                  | -                  | -           | -           | -           | 8      | 2      |
| gen.-giu. 2015     | San Marino          | LP                 | 15         | 1          | CI-LP           | -               | -               | -                  | -                  | -                  | -           | -           | -           | 15     | 1      |
| 2015-2016          | Viterbese Castrense | D                  | 24+2       | 4          | CI-D            | 1               | 0               | -                  | -                  | -                  | -           | -           | -           | 27     | 4      |
| 2016-2017          | Viterbese Castrense | LP                 | 28+1       | 2          | CI-LP           | 2               | 1               | -                  | -                  | -                  | -           | -           | -           | 31     | 3      |
| Totale Viterbese   | Totale Viterbese    | Totale Viterbese   | 52+3       | 6          |                 | 3               | 1               |                    | -                  | -                  |             | -           | -           | 58     | 7      |
| 2017-2018          | Rieti               | D                  | 30+2       | 8          | CI-D            | 1               | 0               | -                  | -                  | -                  | -           | -           | -           | 33     | 8      |
| 2018-2019          | Mantova             | D                  | 28+2       | 4          | CI-D            | 5               | 1               | -                  | -                  | -                  | -           | -           | -           | 35     | 5      |
| Totale carriera    | Totale carriera     | Totale carriera    | 406        | 48         |                 | 32              | 3               |                    | -                  | -                  |             | -           | -           | 438    | 51     |

## Palmarès

### Giocatore

#### Competizioni nazionali
- Serie D: 3

Isernia: 2002-2003
Viterbese: 2015-2016
Rieti: 2017-2018
- Scudetto Dilettanti: 1

Viterbese: 2015-2016

### Allenatore

#### Competizioni interregionali
- Serie D: 1

Mantova: 2019-2020 (girone D)